# Oswald Zappelli
Oswald Zappelli (olaszul: Osvaldo Zappelli) (Lausanne, 1913. október 27. – Lausanne, 1968. április 3.) olimpiai ezüstérmes svájci vívó.

## Sportpályafutása
Párbajtőr és kard fegyvernemekben egyaránt versenyzett, de nemzetközi szintű eredményeit párbajtőrvívásban érte el.